# São Brás (kommun)
São Brás är en kommun i Brasilien.   Den ligger i delstaten Alagoas, i den östra delen av landet, 1 400 km nordost om huvudstaden Brasília. Antalet invånare är 6 720.
Omgivningarna runt São Brás är en mosaik av jordbruksmark och naturlig växtlighet. Runt São Brás är det ganska tätbefolkat, med 54 invånare per kvadratkilometer.